# Lewis Brereton
Lewis Hyde Brereton, född 21 juni 1890, död 20 juli 1967, var en amerikansk flygmilitär.
Brereton blev officer 1911 och deltog som flygofficer under första världskriget, blev 1920 major vid arméflyget, där han 1941 hade avancerat till generallöjtnant. Vid USA:s inträde i andra världskriget blev Brereton befälhavare över flygstridskrafterna på Java och i Australien, reorganiserade under våren 1942 det amerikanska flyget i Indien och blev därefter chef för 9:e amerikanska flygstyrkan, som understödde Bernard Montgomerys ökenoffensiv 1942-1943. Brereton förflyttades senare till Storbritannien med denna flygstyrka, som 1944 understödde Dwight D. Eisenhowers invasionsstyrkor under landstigningen i Normandie. 1944-1945 var han chef för de allierades 1:a luftburna armé, som bland annat deltog i slaget vid Arnhem. Efter kriget blev han chef för 3:e luftstyrkan i USA.